# Le donne di Amfissa
Le donne di Amfissa (The Women of Amphissa) è un dipinto ad olio su tela (121x182 cm) realizzato nel 1887 dal pittore Lawrence Alma-Tadema e conservato al Clark Art Institute di Williamstown.

## Descrizione
La tela raffigura le menadi al momento del risveglio, ancora sdraiate a terra e con i capelli arruffati. Sul pavimento si trovano ancora vesti, pelli d'animali e tamburelli che, così come le loro pose abbandonate e lascive, suggeriscono la notte di eccessi che hanno appena trascorso.
L'atteggiamento delle menadi è in netta contrapposizione con quello delle donne venute a fare la spesa al mercato cittadino. Mentre alcune donne in primo piano soccorrono le menadi e le aiutano ad alzarsi, le donne sullo sfondo rimangono distanti, con una rigidità e la freddezza nei volti che richiama la statuaria antica. Insieme a questi due gruppi distinti di donne si scorge un solo uomo, un mercante seminascosto nell'oscurità sullo sfondo sinistro.

## Fonti letterarie
Il soggetto dell'opera è un passo del De mulierum virtutibus di Plutarco, che recita:
(Plutarco, De mulierum virtutibus, trad. Fabio Tanga)

## Storia
Il quadro fu esposto per la volta in occasione dell'Esposizione universale di Parigi del 1889 e valse ad Alma-Tadema il plauso della critica e una medaglia.